# Bedő Mór
Bedő Mór, 1897-ig Brandspiegel (Szeged, 1878. október 2. – Budapest, 1928. november 2.) jogász, ügyvéd, várospolitikus.

## Pályafutása
Bedő (Brandspiegel) József (1843–1924) kereskedő és Kotányi Paulina (1851–1908) gyermekeként született. A Budapesti Tudományegyetemen tanult. A doktorátus és az ügyvédi oklevél megszerzése után Budapesten nyitott ügyvédi irodát. 1906. október 1-jén házasságot kötött a nála 11 évvel fiatalabb budapesti születésű Hajós Edittel, Hajós Zsigmond és Stein Jenny lányával, azonban 1909-ben elváltak. A kereskedelmi jog specialistája volt, aki az esztendők során több szenzációs magánjogi perben elvi jelentőségű döntések hozatalára adott alkalmat a bíróságoknak. A főváros törvényhatósági bizottságának éveken át tagja volt, a budapesti községi demokrata párt programjával, egyúttal a Beszkárt igazgatóságában is helyet foglalt pártjának megbízásából. Több sikeres akciót folytatott a főváros közigazgatásának és pénzügyi gazdálkodásának purifikálásáért a túltengő bürokrácia ellen az adózó lakosság védelmében. Régebben jogi irodalmi munkásságot is fejtett ki a szaksajtóban. Önállóan megjelentek tollából a kereskedelmi, váltó- és csődjognak gyakorlati kommentárokkal ellátott kiadásai.

## Művei
- Telekkönyv (Pozsony, 1904)